# لويس كارلوس مارتين
لويس كارلوس مارتين (بالإسبانية: Luis Carlos Martín)‏ (16 ديسمبر 1990 ببلد الوليد في إسبانيا - ) هو لاعب كرة قدم إسباني في مركز جناح ‏. لعب مع نادي إيركوليس ونادي نوفيلدا ونادي توريفايخا ‏ وAtlético Tordesillas ‏ وخوفا اسبانيول ونادي إيركوليس ب ‏.

## وصلات خارجية
- لويس كارلوس مارتين على موقع قاعدة بيانات كرة القدم.إي يو (الإنجليزية)
- لويس كارلوس مارتين على موقع Soccerway.com (الإنجليزية)